# Maddur, Mysore
Maddur là một làng thuộc tehsil Mysore, huyện Mysore, bang Karnataka, Ấn Độ.